# Liste der Monuments historiques in Bonnétage
Die Liste der Monuments historiques in Bonnétage führt die Monuments historiques in der französischen Gemeinde Bonnétage auf.

## Liste der Objekte
| Bezeichnung            | Beschreibung                                                                                        | Standort                        | Kennzeichnung | Schutzstatus | Datum | Bild |
| ---------------------- | --------------------------------------------------------------------------------------------------- | ------------------------------- | ------------- | ------------ | ----- | ---- |
| Marienaltar            | rechter Seitenaltar; Holz, farbig gefasst und vergoldet, Ölfarbe auf Leinwand, 18. Jahrhundert      | in der Kirche St-Antoine (Lage) | PM25000420    | Classé       | 1970  |      |
| Maria-Rosenkranz-Altar | rechter Seitenaltar; Holz, farbig gefasst und vergoldet, Ölfarbe auf Leinwand, 18. Jahrhundert      | in der Kirche St-Antoine (Lage) | PM25000421    | Classé       | 1970  |      |
| Hauptaltar             | Altartisch, Tabernakel, Exposition und Retabel; Holz, farbig gefasst und vergoldet, 18. Jahrhundert | in der Kirche St-Antoine (Lage) | PM25001637    | Classé       | 1970  |      |
| Glocke                 | Bronze, 1662 gegossen                                                                               | in der Kirche St-Antoine (Lage) | PM25000422    | Classé       | 1942  |      |